# Caravan Palace
Caravan Palace est un groupe français de musique électronique dont le premier album est sorti en octobre 2008 chez Wagram Music.
Caravan Palace est issu du croisement de trois compositeurs de musique électronique, Arnaud Vial, Charles Delaporte et Hugues Payen, animés d'une passion commune pour le jazz manouche. La chanteuse, Zoé Colotis, vient compléter le groupe en cours d'album. En février 2005, ils se lancent dans la composition de morceaux électro-swing (mot valise entre électronique et swing), dont ils font partie des pionniers.

## Historique

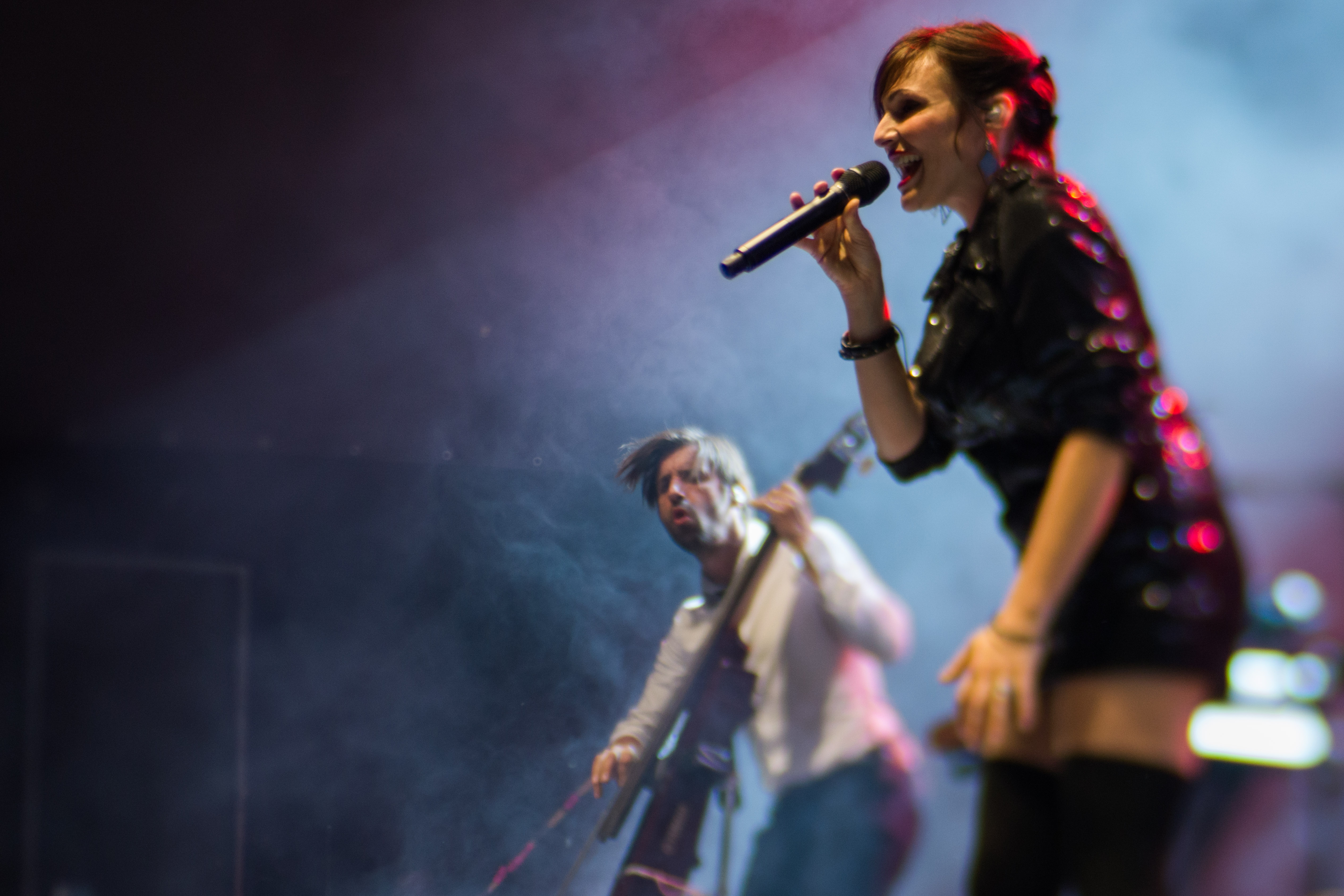
Caravan Palace, Rudolstadt-Festival, 2015.

La première rencontre des membres du groupe se fait en 2005 quand Vial, Payen et Delaporte sont sollicités par une société de production de films pour composer une musique pour de vieux films pornographiques muets. Le groupe se forme avec ces trois membres peu après. Un an après, ils rencontrent Loïc Barrouk, producteur dans une maison de disques, qui est intéressé par le projet du groupe, réserve un studio d'enregistrement et programme une série de concerts. Plus de musiciens étaient nécessaires, ainsi les trois autres membres intègrent le groupe après une recherche sur Myspace.
Le groupe devient connu sur Internet après avoir composé plusieurs démos et singles. De 2006 à 2007, ils tournent dans toute la France, et la première scène de festival fut au festival Django Reinhardt en 2007. Alors qu'il émerge, le groupe signe avec la maison de disques Wagram Music. Ils passent l'année suivante à préparer le premier album studio.

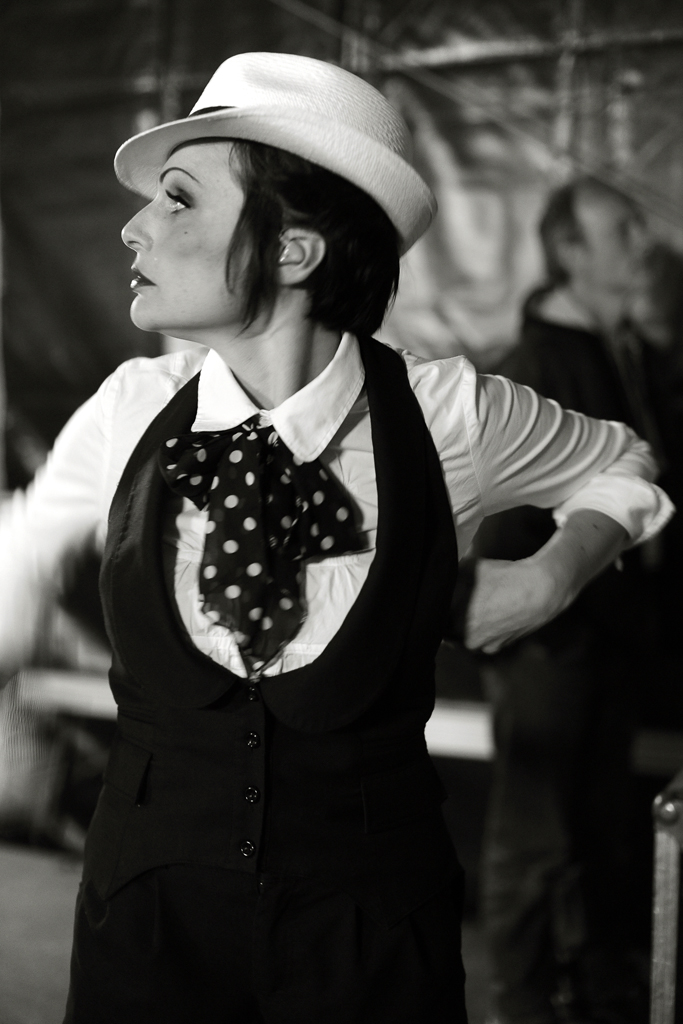
Zoé Colotis. Caravan Palace. Festival 7ème Vague. 2012.

Le 20 octobre 2008 sort l'album Caravan Palace précédé du single Jolie Coquine. L'album rencontre un succès européen, placé en 72e place en Suisse et en 42e en Belgique. En août 2009, il devient le 11e album le plus vendu en France, et reste bien placé durant 51 semaines consécutives. Le second single Suzy sort le 24 février 2009. Le dernier concert de leur tournée s'effectue à la fête de l'Humanité le 11 septembre 2010.
Après une absence de plus d'un an, le groupe sort un nouvel EP, Clash dont les titres réapparaissent sur le deuxième album du groupe, Panic, apparu le 5 mars 2012.
Un troisième album nommé <|°_°|> est annoncé en juin 2015. Les titres Comics puis Mighty sont dévoilés en avant-première, avant la sortie de l'album le 16 octobre 2015,,. Ce troisième album a un tempo plus faible et des sonorités plus proches de la house music.
Le 8 février 2019, le groupe sort le nouveau single Miracle, puis About You (feat. Charles X) le 24 mai 2019, puis Plume le 28 juin 2019, et Supersonic le 16 août 2019, précédant un quatrième album nommé Chronologic sorti le 30 août 2019.
Le 19 octobre 2023, le groupe sort le single MAD, puis Reverse le 30 novembre 2023, et Mirrors le 5 janvier 2024, suivi de Fool le 9 février 2024. Le 29 janvier 2024, la sortie du leur cinquième album, intitulé Gangbusters Melody Club, est annoncé pour le 1er mars 2024.

## Membres

### Compositeurs
- Arnaud « Vial » de Bosredon : guitare, programmation, synthétiseur, chœur[10]
- Charles Delaporte : contrebasse, synthétiseur, programmation, chœur[10]
- Zoé Colotis : chant[10], clarinette

### Musiciens de scène
- Lucas Saint Cricq : saxophone baryton, saxophone alto, saxophone soprano, turntablism[10]
- Martin Berlugue (ZAYKA) : trombone[10]
- Paul-Marie Barbier : piano, vibraphone, percussions[10]
- Odd Sweet : danse[10]

### Invité
- Alexis Blas : guitare, co-compositeur et co-interprète sur Jolie coquine

### Anciens membres
- Camille Chapelière : Saxophone baryton, Clarinette[11]
- Hugues Payen : violon, programmation, scat, synthétiseur, chant, chœurs
- Antoine Toustou : machines, synthétiseur, trombone, chant, chœurs
- Victor Raimondeau : saxophone baryton, saxophone ténor, chœurs
- Lucas Saint Cricq : saxophone baryton, saxophone alto, saxophone soprano, turntablism

## Discographie
Leur premier clip Jolie coquine a été réalisé par Victor Haegelin et produit par Partizan Midi Minuit. Le second clip et premier single radio, Suzy, sorti le 24 février 2009, a rencontré un grand succès pour un groupe de cette taille.
Les morceaux Jolie coquine et Dragons figurent respectivement sur les compilations Electro Swing Vol. I et Electro Swing Vol. II éditées par Wagram Music. Ces deux titres sont également repris sur une même piste dans la compilation Swing Party de Bart&Baker.

### Albums studio
Classé #11e en France. 
Classé #20e en France.
Classé #51e en France.
Classé #58e en France.
Classé #125e en France.

### Autres versions
- DragQuine[13] qui mélange Dragons et Jolie Coquine sur le disque Swing Party des Dj Bart&Baker.
- Dramophone[14] remixé par Bart&Baker sur le disque Electro Swing Volume IV.
- Wonderland[15], remixé par Vendredi.
- Miracle[16], remixé par Boogie Belgique.

### Remixes réalisés pour d'autres artistes
- Pack up the Louie[17] pour Caro Emerald.
- Bitchcraft[18] pour l'artiste américain Drake Bell.

### Clips musicaux
| Année | Titre          | Réalisé par                                  | Album                   |
| ----- | -------------- | -------------------------------------------- | ----------------------- |
| 2009  | Suzy           | None                                         | Caravan Palace          |
| 2009  | Jolie coquine  | None                                         | Caravan Palace          |
| 2012  | Rock It for Me | Guillaume Cassuto, Ugo Gattoni, Jérémy Pires | Panic                   |
| 2012  | Dramophone     | Frédéric de Ponchara                         | Panic                   |
| 2015  | Comics         | Soandsau                                     | <\|°_°\|>               |
| 2015  | Mighty         | None                                         | <\|°_°\|>               |
| 2015  | Lone Digger    | Thomas Vernay                                | <\|°_°\|>               |
| 2016  | Wonderland     | Kelsi Phung                                  | <\|°_°\|>               |
| 2016  | Midnight       | Andy Collet                                  | <\|°_°\|>               |
| 2019  | Miracle        | Double Ninja                                 | Chronologic             |
| 2019  | Plume          | Romain Cieutat                               | Chronologic             |
| 2020  | Moonshine      | Double Ninja                                 | Chronologic             |
| 2020  | Supersonics    | Bechir Jiwee                                 | Chronologic             |
| 2021  | Melancolia     | Alina Popescu                                | Chronologic             |
| 2023  | MAD            | Everfresh                                    | Gangbusters Melody Club |
| 2024  | Mirrors        | Everfresh                                    | Gangbusters Melody Club |
| 2025  | City Cook      | Double Ninja                                 | Gangbusters Melody Club |